# Памятники истории и культуры местного значения Мангистауской области
Памятники истории и культуры местного значения Мангистауской области — отдельные постройки, здания и сооружения с исторически сложившимися территориями указанных построек, зданий и сооружений, мемориальные дома, кварталы, некрополи, мавзолеи и отдельные захоронения, произведения монументального искусства, каменные изваяния, наскальные изображения, памятники археологии, включенные в Государственный список памятников истории и культуры местного значения Мангистауской области и являющиеся потенциальными объектами реставрации, представляющие историческую, научную, архитектурную, художественную и мемориальную ценность и имеющие особое значение для истории и культуры всей страны.
Списки памятников истории и культуры местного значения утверждаются исполнительным органом региона по представлению уполномоченного органа по охране и использованию историко-культурного наследия.

## История
7 октября 2020 года постановлением №166 акимата Мангистауской области утверждён список из 570 объектов. Список памятников Мангистауской области разделён на следующие разделы:
- Актау
- Бейнеуский район
- Каракиянский район
- Мангистауский район
- Мунайлинский район
- Тупкараганский район